# 2678 Aavasaksa
2678 Aavasaksa è un asteroide della fascia principale. Scoperto nel 1938, presenta un'orbita caratterizzata da un semiasse maggiore pari a 2,2605188 au e da un'eccentricità di 0,0855082, inclinata di 3,44245° rispetto all'eclittica.
L'asteroide è dedicato all'omonima collina nella valle del fiume Torne in Finlandia.